# Bisbat d'Orange
Orange - Diocèse d'Orange (francès), Dioecesis Arausiensis (llatí) -) és una seu suprimida de l'Església Catòlica a França, Actualment és una seu titular.

## Territori

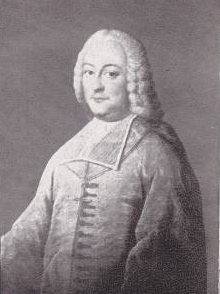
Guillaume-Louis du Tillet, darrer bisbe d'Orange

La diòcesi incloïa els següents municipis del departament actual de la Valclusa, a la Provença: Jonquieras, Viaulés, Camaret d'Egues, Travalhan, Vacairaç, Aubinhan, Baumas, Sarrian, Cadarossa, Puegoulen, Mornats, Uchau, Santa Celha dei Vinhas, Serinhan, Montdragon; i el municipi de Ròchaguda al departament de la Droma.
Vorejava al nord amb la diòcesi de Sant-Paul-Trois-Châteaux, a l'est amb les de Vaison i de Carpentras; al sud amb l'arxidiòcesi d'Avinyó i a l'oest amb la diòcesi d'Usès.
La seu episcopal era la ciutat d'Aurenja, on l'església de Nostra Senyora de Natzaret servia de catedral.
El 1731 es van registrar 17 parròquies.

## Història
La diòcesi va ser erigida probablement cap al final del segle iii: l'església d'Orange era de fet present al Concili d'Arle el 314 amb un sacerdot, Faustinus, representant el propi bisbe, el nom del qual es desconeix. El primer bisbe testimoniat històricament és Constanci, que va participar en el concili d'Aquileia del 381. Des del començament del segle v, Orange sembla sufragània de l'arxidiòcesi d'Arle, província eclesiàstica a la que romandria unida fins a la Revolució Francesa.
Entre els segles V i VI es van celebrar dos concilis importants de l'Església de la Gàl·lia a Orange : el primer es va celebrar el 441, on es van aprovar els cànons relatius a la disciplina eclesiàstica; i l'altre el 529, durant el qual es van abordar i sancionar les idees teològiques del semipelagianisme.
A causa dels estralls fets pel sarraïns en el moment de Gregori IV i el bisbe Bonifaci (primera meitat del segle ix), la diòcesi de Sant-Paul-Trois-Châteaux es va unir a la d'Orange. La seu resultant va ser separada durant els episcopats de Ponç III i Aldrico, per després ser unit de nou fins al temps del bisbe Guillem, quan Pasqual II, en 1107, va establir la separació definitiva de les dues seus.
Durant la Revolució francesa, 52 religiosos de la Valclusa i de la regió d'Avinyó van ser arrestats a Orange, acusats d'haver volgut destruir la república amb fanatisme i superstició. D'aquests, 32 van ser guillotinats al juliol de 1794, mentre que els altres es van salvar perquè l'ordre d'aturar la massacre va arribar des de París. Els màrtirs d'Aurenja van ser beatificats pel papa Pius XI el 1925.
La diòcesi va ser suprimida seguint el concordat amb el butlla Qui Christi Domini del Papa Pius VII del 29 de novembre de 1801 i el seu territori va ser incorporat al de la diòcesi d'Avinyó.
Al juny de 1817 es va signar un nou concordat entre la Santa Seu i el govern francès, seguit el 27 de juliol per la butlla Commissa divinitus, amb el qual el Papa va restaurar la seu d'Orange. L'1 d'octubre, va ser nomenat com a nou bisbe Paul-Thérèse-David d'Astros. No obstant això, com el concordat no va entrar en vigor, ja que no va ser ratificat pel Parlament de París, aquestes decisions no van tenir efecte i la diòcesi mai va ser restablerta.
Avui, Orange és seu episcopal titular, establerta el 2009. L'arquebisbe actual, a títol personal, és Juli Murat, nunci apostòlic a Zàmbia i Malawi.

## Episcopologi
- Sant Luci ? † (citat el 300 aproximadament

- Eradi ? † (citat el 356)[4]
- anònim † (citat el 314)
- Costanç † (abans de 381 - després de 390)
- Marí ? † (citat el 433)[5]
- Just † (abans de 441 - després de 451)
- Sant Eutropi † (abans de 463 - després de 475 aproximadament
- Ver †[6]
- Sant Florenci † (abans de 517 - després de 524)
- Vendemial † (abans de 527 - després de 549)
- Mateu † (abans de 552 - després de 554)
- Trapeci o Trapidi † (abans de 584 - després de 585)
- Sàlic † (citat el 788)
- Bonifaci † (vers 820 - 839 mort)[7]
- Laudó † (març de 839 - ?)
- Ponç I † (852 - ?)
- Gemard † (citat el 879)
- Ebroí † (citat el 910)
- Ponç II † (914 - ?)
- Ponç III † (citat el 982)
- Aldric (o Oldaric ?) † (citat abans de 994)
- Odalric † (abans de 1020 - 1056)
- Martin † (citat el 1056)
- Géraud † (a l'època del papa Alexandre II)
- Guillaume I † (? - de desembre de 1098 mort)
- Bérenger † (1107 - vers 1127 mort)
- Gérard † (citat el 1129)
- Guillaume II † (vers 1130 - després de 1137)
- Guillaume III †[8]
- Bernard † (abans de 1141 - després de 1152)
- Pierre I † (abans de 1173 - després de 1177)
- Hugues Florent † (? renuncià)
- Arnoul † (abans de 1182 - després de 2 de desembre de 1204 mort)
- Guillaume Elie, O.Cist. † (vers 1205 - 1221 mort)
- Amicus † (abans de 1223 - després de juny de 1243)
- Pierre II † (abans de 12 de gener de 1244 - després de 1270)
- Josselin, O.F.M. † (1 de maig de 1272- després de 1276)
- Guillaume V † (citat el 1280)
- Guillaume D'Espinouse † (1285 - després del 25 de març de 1319 mort)
- Rostaing I † (9 de juliol de 1319 - 1324 mort)
- Hugues Aimery † (28 de març de 1324 - 6 de setembre de 1328 nomenat bisbe de Saint-Paul-Trois-Châteaux)
- Pierre III † (6 de setembre de 1328 - 1342 mort)
- Guillaume VII † (18 de febrer de 1342 - 1348 mort)
- Jean de Revol, O.P. † (7 de gener de 1349 - 30 de setembre de 1367 mort)
- François de Caritat † (15 de novembre de 1367 - 1387 mort)
- Pierre Didier de la Manhania † (1 de juliol de 1387 - 29 de juny de 1413 mort)
  - Pierre d'Ailly † (7 d'agost de 1413 - 19 de desembre de 1418 renuncià) (administrador apostòlic)
- Georges de Grano † (19 de desembre de 1418 - 1419 mort)
- Guillaume Chyurlia † (12 de febrer de 1420 - 29 de novembre de 1428 nomenat bisbe de Cassano allo Ionio)
- Barthélemy † (29 de novembre de 1428 - 1430 mort)
- Guillaume Aragon † (2 d'octubre de 1430 - 1432 mort)
- Bertrand de Chaston † (15 de setembre de 1432 - 1442 mort)
- Antoine Ferrier † (23 de juliol de 1442 - 1450 mort)
- Jean Payer † (27 de setembre de 1454 - 9 de gener de 1466 mort)
- Guyot Adhémar † (13 de gener de 1466 - ? mort)[9]
- Jean Gobert † (18 de febrer de 1467 - vers 1476 mort)
  - Pierre de Surville † (8 de març de 1476 - ?) (bisbe electe)
  - Laurent Allemand de Laval, O.S.A. † (vers 1477 - ? renuncia) (bisbe electe)
- Pierre Carré † (19 de gener de 1484 - 5 de gener de 1510 mort)
- Jean † (10 de febrer de 1510 - 1513)
- Guillaume Pélissier, O.S.A. † (4 de novembre de 1513 - 17 de desembre de 1522 renuncià)
- Louis Pélissier, O.S.A. † (17 de desembre de 1522 - 15 de novembre de 1542 mort)
- Rostaing de La Baume de Suze, O.Cist. † (27 de juny de 1543 - 1560 mort)
- Philippe de La Chambre de Maurienne † (4 de setembre de 1560 - 1572 renuncià)
- Jean de Tulles † (16 de juny de 1572 - 1608 mort)
- Jean de Tulles II † (1608 - 3 d'octubre de 1640 mort)
- Jean Vincent de Tulles † (3 d'octubre de 1640 - 27 de maig de 1647 nomenat bisbe de Lavaur)
- Giacinto Serroni, O.P. † (27 de maig de 1647 - 8 d'agost de 1661 nomenat bisbe de Mende)
- Alexandre Fabri † (5 de setembre de 1667 - d'agost de 1674 mort)
- Jean-Jacques D'Obheil † (30 d'agost de 1677 - 18 d'agost de 1720 mort)
- Louis Chomel † (16 de juny de 1721 - 18 de novembre de 1731 renuncià)
- François-André de Tilly † (19 de novembre de 1731 - 25 de juny de 1774 renuncià)
- Guillaume-Louis du Tillet † (27 de juny de 1774 - 22 de desembre de 1794 mort)
  - Sede vacante (1794-1801)
  - Paul-Thérèse-David d'Astros † (1 d'octubre de 1817 - 21 de febrer de 1820 nomenat bisbe de Saint-Flour) (bisbe electe)
- Julio Murat, des del 27 de gener de 2012 a títol personal